# Velvet Fingers
Velvet Fingers er en amerikansk stumfilm fra 1920 af George B. Seitz.

## Medvirkende
- George B. Seitz som Velvet Fingers
- Marguerite Courtot som Lorna George
- Harry Semels som Robin
- Lucille Lennox som Clara
- Frank Redman som Pinky
- Thomas Carr som Mickey
- Joe Cuny som Smith
- Al Franklin Thomas
- Edward Elkas